# Matteo Gladig
Matteo Gladig (Trieste, 1880 – Lubiana ?, 1915) è stato uno scacchista italiano.

## Biografia
Si mise in luce vincendo nel 1905 il torneo della Società Scacchistica Triestina.
Nel 1909 a Trieste pareggiò un match su 4 partite contro Oldřich Duras, vincendone una e pareggiandone due.
Nel 1910 partecipò al 17º Congresso della Federazione Tedesca, ma si ritirò all'inizio della manifestazione.
Nel 1911  partecipò al 5º torneo nazionale di Roma, vincendolo con 11 ½ punti davanti a Stefano Rosselli del Turco 10 ½, Arturo Reggio 9 ½ e altri sette giocatori, tra cui Davide Marotti.
Allo scoppio della prima guerra mondiale fu arruolato nell'esercito austriaco (Trieste apparteneva allora all'Impero austro-ungarico), ma i suoi sentimenti di italianità lo indussero a tentare di passare nelle file italiane. Scoperto, fu incarcerato a Lubiana, dove morì in circostanze non chiare. Secondo altre versioni riuscì invece ad arruolarsi nell'esercito italiano e morì combattendo al fronte.

## Una sua partita
Oldřich Duras - Matteo Gladig, Match Trieste 1909.
Partita spagnola - 1. e4 e5 2. Cf3 Cc6 3. Ab5 Cf6 4. d3 d6 5. Cc3 Ad7 6. h3 Ae7 7. Ae3 a6 8. Aa4 b5 9. Ab3 Ca5 10. 0-0 Cxb3 
 11. axb3 c5 12. Ag5 h6 13. Axf6 Axf6 14. Cd5 0-0 15. De1 Ac6 16. Cxf6+ Dxf6 17. De3 Ab7 18. c4 b4 19. Rh2 Rh7 20. g4 Th8! 
 21. Rg3 g6 22. Ch4 Taf8! 23. f3 Dg5 24. Dxg5 hxg5 25. Cg2 f5 26. gxf5? (26.h4!) ...gxf5 27. Th1 f4+ 28. Rf2 Tfg8 29. Tag1 Ac8 
 30. h4?! g4! 31. fxg4 Txg4 32. Ce1 Thg8 33. Txg4 Axg4 34. d4 cxd4 35. Cd3 Ac8 36. Tg1 Txg1 37. Rxg1 Ab7 38. c5! dxc5 
 (38...Axe4? cxd6!) 39. Cxc5 Ac6 40. Rf2 Rg6 41. Rf3 Ab5 42. Rf2 d3 43. h5+ Rxh5 44. Re1 f3 45. Ce6 Rg4?! 
 (era migliore 45 ...f2+ 46.Rxf2 d2) 46. Cg7 Rf4! 47. Cf5 Ad7 e il bianco abbandonò.   Vedi la partita online